# Entérovirus A71
Espèce
forme
L'entérovirus A71, anciennement entérovirus 71 (EV71), est une souche humaine d'entérovirus de type A, responsables du syndrome pieds-mains-bouche et de syndromes neurologiques proches de la poliomyélite.

## Épidémiologie

### Chine
Entre 1999 et 2004, il n'y eut pas d'épidémie de syndrome pieds-mains-bouche à Shenzhen en République populaire de Chine, mais chaque année, il y eut localement de petites éruptions épidémiques  associées avec quelques cas de maladies neurologiques sans mortalité rapportée. L'analyse génétique a révélé 19 cas de sérotype entérovirus A71 parmi 147 enfants qui ont contracté le syndrome pieds-mains-bouche à Shenzhen durant cette période. 
Jusqu'en 2008, aucune grande épidémie d'entérovirus A71 n'a été rapportée en Chine continentale, mais des infections sporadiques étaient communes dans le secteur côtier du sud-est de même que les régions intérieures, comme Pékin, Chongqing et Jinan. De 1998 à 2004, le seul entérovirus A71 identifié en Chine continentale a appartenu au génotype C4, indiquant une bien moindre variété en Chine qu'à Taïwan.
Le 3 mai 2008, les autorités de santé chinoises ont rapporté une éruption majeure de l'entérovirus A71 dans la ville de Fuyang (province d'Anhui, chinois : 阜阳) et d'autres régions des provinces d'Anhui, du Zhejiang, et de Guangdong. À compter du 3 mai 2008, 3 736 cas principalement chez des enfants ont été rapportés, avec 22 morts et 42 présentant des formes critiques de la maladie. Quelque 415 nouveaux cas ont été rapportés dans les dernières 24 heures dans la seule ville de Fuyang,. À partir du 5 mai 2008, 6 300 personnes ont été touchées par l'éruption virale qui a tué un autre enfant à Zhejiang, élevant le bilan des morts à 26 enfants, avec 1 198 autres enfants affectés dans cette seule province. En particulier, 5 151 cas supplémentaires ont été rapportés dans la province d'Anhui avec des scores de plus de 4 dans les autres provinces. Au total, 8 531 cas d'enfants infectés avec le syndrome pieds-mains-bouche (SPMB) ont été rapportés en Chine. Tous les enfants infectés avaient moins de 6 ans, et la plupart d'entre eux, moins de 2 ans,,. Depuis le 7 mai, le SPMB contagieux a entraîné  28 morts. Xinhua a rapporté que le nombre de personnes infectées s'est accru de 4 000 à 15 799. Jeudi, le bilan des morts a augmenté de 2 atteignant 30, alors que le nombre de cas rapportés augmentait à 19 962,. Vendredi, il augmenta de 4 à 34, pour atteindre 43 le 16 mai, alors que le nombre de cas d'infections rapportés augmentait à 424 932,.
Dans la ville de Jian'ou de la province de Fujian, du 1er au 17 octobre 2008, Xinhua a rapporté que 3 enfants, tous âgés de moins d'1 ans étaient morts, et 110 autres étaient malades en raison du virus du bébé, ou du syndrome pieds-mains-bouche. Dans Anhui, le sud de la Chine, le virus a tué 42 personnes au mois d'avril et de mai, et 27 500 cas de bébés ont été rapportés. Les éruptions épidémiques avaient été reliées avec l'entérovirus A71, et il n'y a pas de vaccin pour la maladie,.

### Cambodge
En juillet 2012 le sérotype entérovirus A71 est la cause du décès d'une soixantaine d'enfants de moins de 3 ans au Cambodge.

## Clinique
Il donne, avec d'autres virus, le syndrome pieds-mains-bouche, affection habituellement bénigne touchant les jeunes enfants. Cependant, son infection peut être compliquée de myocardites, d'encéphalites, d’œdème pulmonaire, de paralysie et une évolution fatale peut être possible. En particulier, un tableau encéphalitique peut compliquer près d'un tiers des cas, avec des myoclonies, une ataxie.

## Traitement
Il n'existe pas de traitement spécifique.
Un vaccin atténué est en cours de développement et semble efficace pour la prévention du syndrome pieds-mains-bouche et de ses complications.